# 尚朝阳
尚朝阳（1963年4月—），男，汉族，河南舞阳人，中华人民共和国政治人物。许昌农业机械化学校农机专业毕业，河南省委党校经济管理专业在职研究生学历。

## 生平
1979年9月至1981年8月，在许昌农业机械化学校农机专业学习。1981年8月参加工作，1983年7月加人中国共产党。
1997年12月，任中共漯河市委副秘书长兼市委办公室主任。1998年5月，任临颍县县长。2001年5月，任中共临颍县委书记。
2003年8月到2014年，历任洛阳市副市长、市委常委、市委秘书长。2014年2月，任中共洛阳市委常委、常务副市长。
2016年5月至2021年7月，任信阳市人民政府市长。2018年2月24日，当选为第十三届全国人大代表。9月14日，被聘为河南省政府参事。
2023年7月，尚朝阳因为涉嫌严重违纪违法，接受河南省纪委监委纪律审查和监察调查，2024年1月，尚朝阳被中共河南省纪委监委开除党籍和公职。

## 备注
1. ↑  河南省政府官网9月14日对外公布的《关于聘任张文深等5人为参事的通知》显示5名参事中包括尚朝阳，但该通知的成文时间为7月28日。